# Aglaia smithii
Aglaia smithii là một loài thực vật thuộc họ Meliaceae. Loài này có ở Indonesia và Philippines.